# Ludwig Wolf (Musiker)
Ludwig Wolf, bis 1924 Ludwig Isaac, (geboren am 4. Dezember 1867 in Hamburg; gestorben am 9. März 1955 ebenda) war ein Hamburger Volkssänger, Liedermacher, Komiker, Varietékünstler und Hornist jüdischer Herkunft.

## Leben

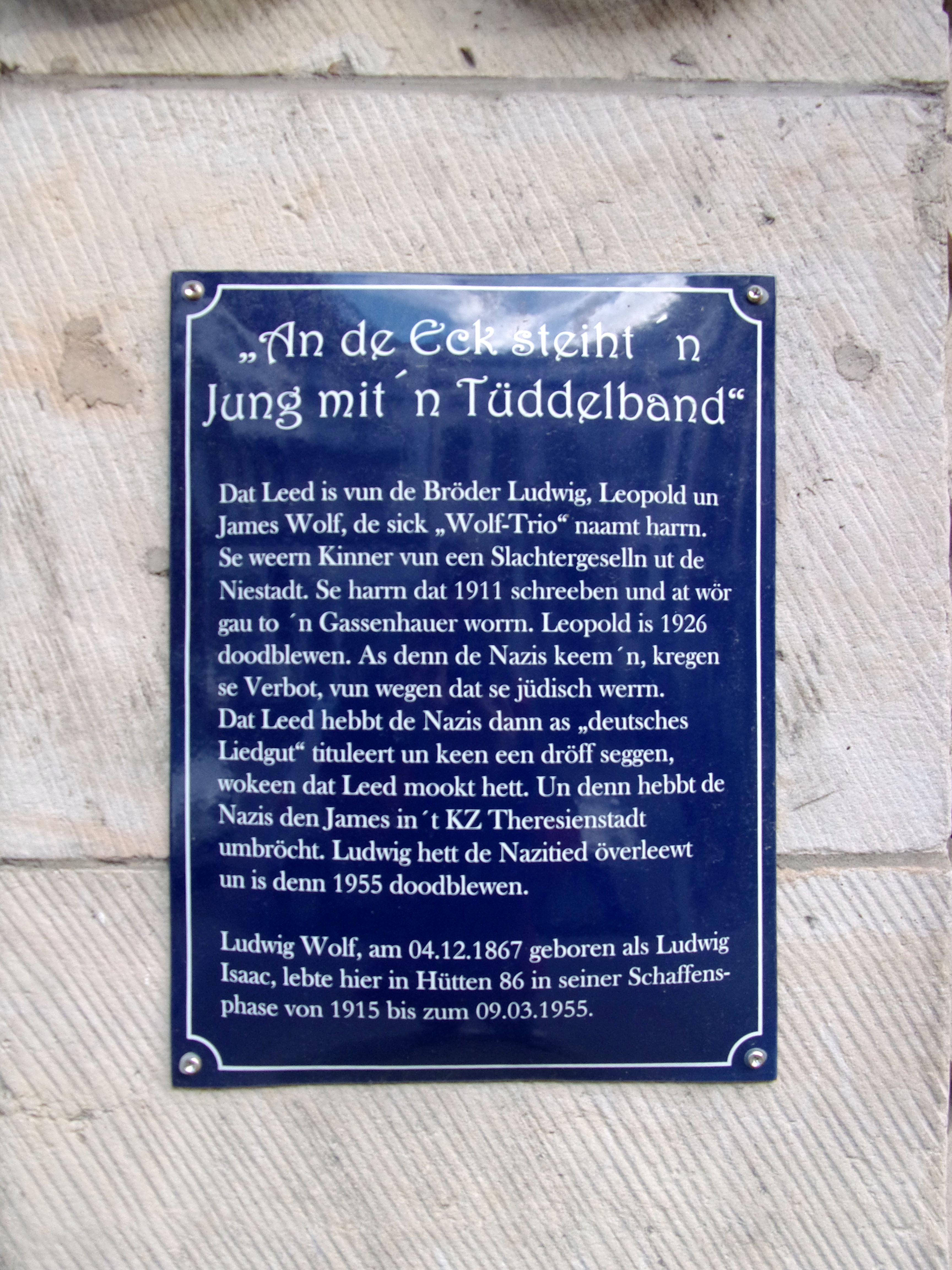
Tafel für Ludwig Wolf, Hütten 86 (Hamburg)

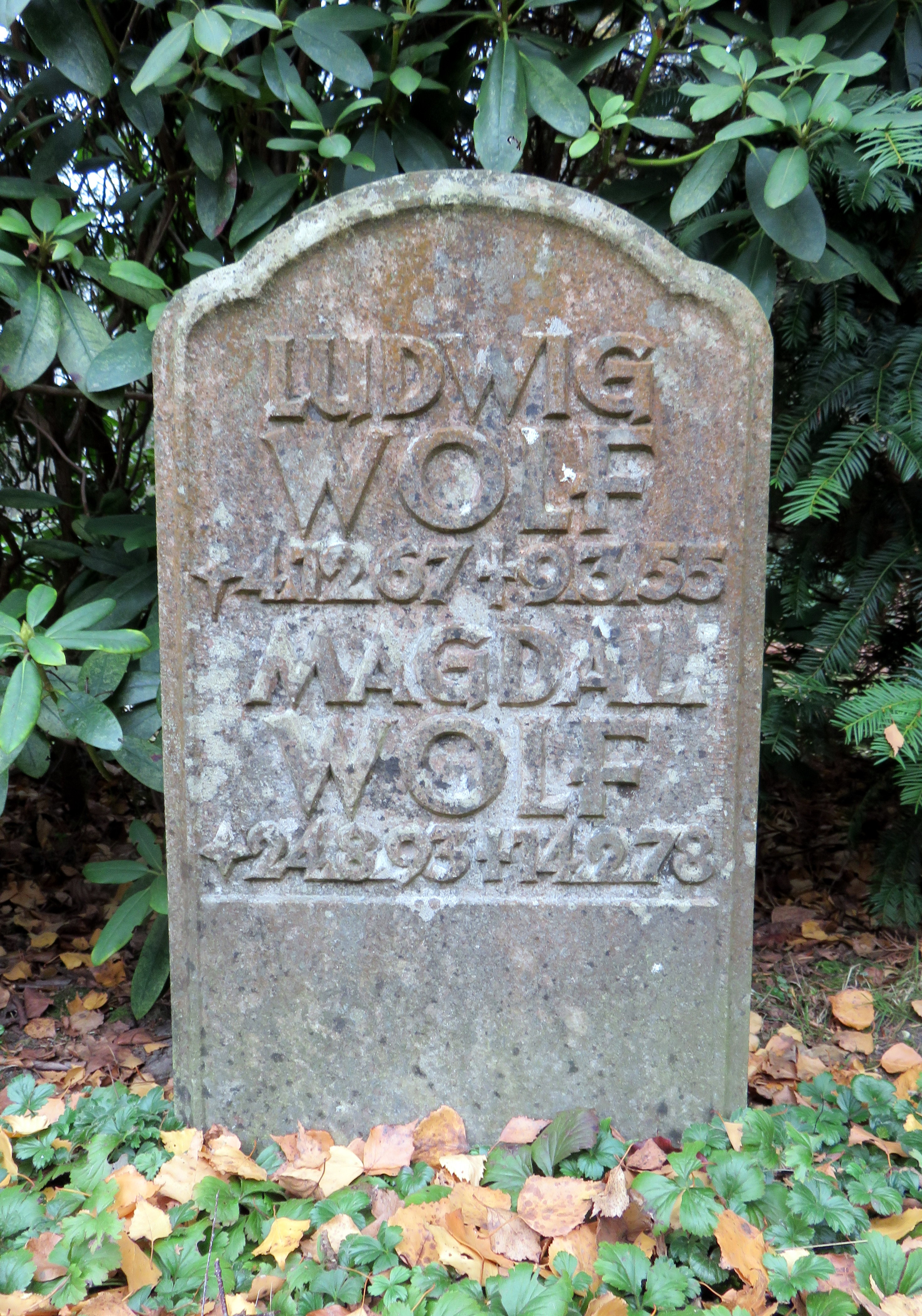
Grabstätte Ludwig Wolf auf dem Friedhof Ohlsdorf

Ludwig Wolf wuchs als eines von zwölf Kindern des Hamburger Schlachtergesellen Isaac Joseph Isaac und der Hebamme Pauline Isaac in Hamburg-Neustadt auf. Er absolvierte eine Lehre als Graveur und anschließend 1890 eine einjährige Militärzeit. Währenddessen trat er auch als Hornist auf. Eine anschließende Ausbildung zum Opernsänger musste er wegen fehlender Finanzierungsmöglichkeiten wieder aufgeben. Nachdem er unter dem Künstlernamen Lorjé mit Volksliedern und Gassenhauern als Sänger beispielsweise auf dem Spielbudenplatz in St. Pauli aufgetreten war, gründete Ludwig Wolf 1895 das Wolf-Trio, in das auch seine beiden jüngeren Brüder Leopold und James Wolf eintraten. Das Trio trat in verschiedenen Hamburger Opern- und Theaterhäusern auf. 1901 gehörten die Gebrüder Wolf zu den Gründungsmitgliedern der Internationalen Artisten-Loge (IAL) in Hamburg. Als James Wolf 1906 aus dem Trio ausschied, machten Ludwig und Leopold Wolf als Gebrüder Wolf weiter. Mit James zusammen, der sich als Zeitungshändler selbstständig machte und später 1943 im Ghetto Theresienstadt starb, schrieb Ludwig Wolf 1911 allerdings noch das Couplet An de Eck steiht’n Jung mit’n Tüdelband, das zum Gassenhauer wurde.
Ludwig und Leopold Wolf konzentrierten sich auf die Unterhaltung des Publikums als Gesangshumoristen mit Hilfe von komischen Kostümauftritten, parodistischen Couplets, Plaudereien und Possen. Dabei wurden auch antisemitische und deutschnationale Klischees nicht ausgelassen, etwa zu den Hamburger Pfeffersäcken oder ultraorthodoxen Juden. Während der Historiker Frank Bajohr die These vertritt, die Aussagen der von den Brüdern dargebotenen Texte hätten durchaus nicht deren persönlicher Einstellung widersprochen, trennt ihr Biograf Dieter Guderian die auf ein breites Publikum gerichteten Texte streng von der persönlichen Auffassung der Brüder.
Ludwig Wolf übernahm in erster Linie den künstlerischen Part des Duos, insbesondere die Verfassung der Textreime und Vertonung der Couplets, während Leopold sich eher um die geschäftlichen Belange kümmerte. So erwarben die Brüder unter anderem das Hamburger Operettenhaus in St. Pauli. Auf diese Weise waren sie in den 1910er und 1920er Jahren, zusätzlich durch Schallplattenverkäufe, erfolgreich, hatten aber mit Beginn der Weltwirtschaftskrise 1929 und der weiteren Zunahme antisemitischer Stimmungen immer weniger Auftritte. Schließlich erhielten sie, nachdem die Nationalsozialisten 1933 an die Macht gelangt waren, ein Auftrittsverbot. Das Hamburger Operettenhaus wurde Eigentum des NSDAP-Mitglieds Gustav Adolph Pohl. Ludwig Wolf musste 1943 mit seiner Familie in ein „Judenhaus“ in der Kippingstraße 12 (53,57127° N, 9,97344° O) umziehen, überlebte aber.
Nach 1945 gehörte Ludwig Wolf zu den Neugründern der IAL, deren Ehrenvorsitzender er nun wurde. Er stand nur noch wenige Male auf der Bühne und verstarb im März 1955 in Hamburg, wo er auf dem Ohlsdorfer Friedhof im Planquadrat Bh 60 südwestlich von Kapelle 12 beigesetzt wurde.

## Denkmal

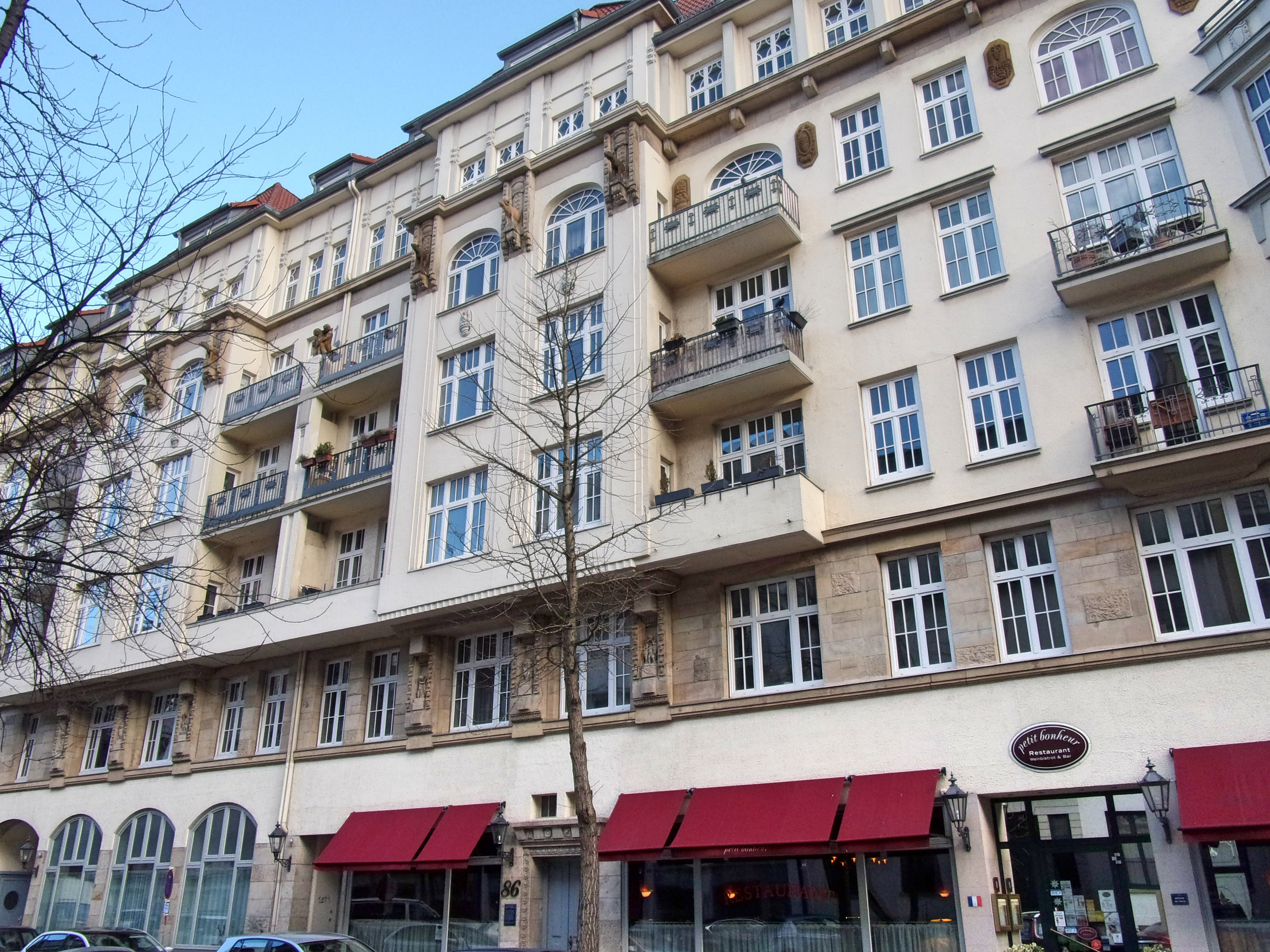
Wohnhaus Ludwig Wolf, Hütten 86 (Hamburg)

Am 4. Mai 2019 wurde vor dem ehemaligen Wohnhaus Wolfs, dem Gebäude Hütten 86 in Hamburg-Neustadt, eine Skulptur zu dessen Ehren eingeweiht. Die Bronzefigur ist eine Darstellung des Jung mit’n Tüdelband und wurde vom Bildhauer Siegfried Assmann gefertigt.